# Be Quiet (bài hát)
"Be Quiet" là một ca khúc của nam ca sĩ người Mỹ gốc Cuba Pitbull. Ca khúc được chọn làm đĩa đơn thứ tư cho El Mariel, album phòng thu thứ hai của anh, và được phát hành vào ngày 31 tháng 10 năm 2006. Ca khúc này được sản xuất bởi Shakespeare.

## Danh sách ca khúc
- Tải kỹ thuật số[2]

1. "Be Quiet" – 3:22

## Danh sách thực hiện
- Armando C. Perez – sáng tác
- Shakespeare - sản xuất

Danh sách thực hiện được lấy từ ghi chú trong album El Mariel.

## Lịch sử phát hành
| Quốc gia | Ngày                 | Định dạng       | Hãng đĩa            |
| -------- | -------------------- | --------------- | ------------------- |
| Mỹ       | 31 tháng 10 năm 2006 | Tải kỹ thuật số | TVT, Bad Boy Latino |